# Jean Ajalbert

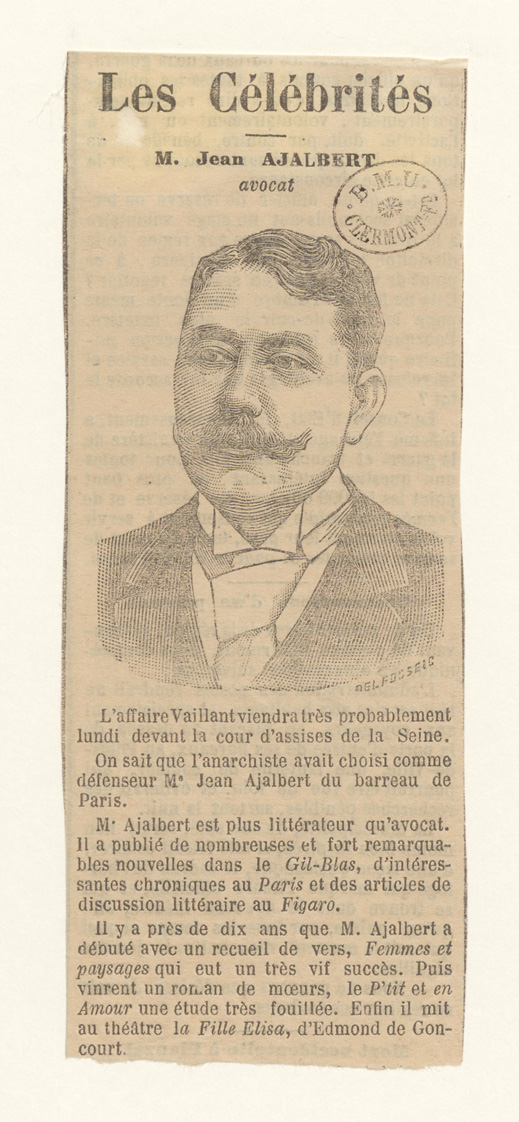
Jean Ajalbert

Jean Ajalbert (* 10. Juni 1863 in Levallois-Perret; † 14. Januar 1947 in Cahors) war ein französischer Schriftsteller und Mitglied der Académie Goncourt.

## Leben  und Werk
Jean Ajalbert stammte aus der Auvergne. Er war Rechtsanwalt in Paris. In der Dreyfus-Affäre nahm er ab 1895 Partei für den Beschuldigten und stand später an der Seite von Émile Zola. 1903 war er in diplomatischer Mission in Indochina. Von 1907 bis 1917 war er Konservator von Schloss Malmaison und von 1914 bis 1935 Direktor der staatlichen Wandteppich-Manufaktur in Beauvais, die er zu neuer Blüte führte. 1942 trat er der von dem ehemaligen Kommunisten Jacques Doriot gegründeten faschistischen Partei Parti populaire français (PPF) bei und wurde Mitarbeiter der Parteizeitung L'Émancipation nationale. Im September 1944 kam er als Kollaborateur vorübergehend in die Festung Hâ bei Bordeaux. Er starb 1947 im Alter von 83 Jahren.
Ab 1917 war Ajalbert Mitglied der Académie Goncourt (Sitz Nr. 3), über die er 1929 ein Buch schrieb, in der er sich 1932 vergeblich für die Vergabe des Preises an Louis-Ferdinand Céline und dessen Roman Voyage au bout de la nuit einsetzte und aus der er 1944 ausgeschlossen wurde. Ab 1937 war Ajalbert auch Gründungsmitglied der Académie Mallarmé.

## Werke

### Belletristik
- Sur le vif. Vers impressionnistes. Lettre-préface de Robert Caze (1853–1886). Tresse et Stock, Paris 1886.
- Paysages de femmes. Impressions. Vannier, Paris 1887. (Gedichte)
- En amour. Tresse et Stock, Paris 1890. (Roman)
- Celles qui passent. Ollendorff, Paris 1898. (Kurzgeschichten)
- La tournée. Scènes de la vie de théâtre. Roman. Éditions de la Revue Blanche, Paris 1901, 1918, 1930.
- A fleur de peau. Comédie. Stock, Paris 1901.
- Maître Lacombasse (nouvelle). Stock, Paris 1904.
- Bas de soie et pieds nus. Bibliothèque générale d’éditions, Paris 1907.

### Dreyfus-Affäre
- Le Cœur gros. Lemerre, Paris 1894.
- Les deux justices. Éditions de la Revue Blanche, Paris 1898.
- Sous le sabre. Éditions de la Revue Blanche, Paris 1898.
- La Forêt noire. (3 août 1899).  Société libre d'édition des gens de lettres, Paris 1899.
- Quelques dessous du procès de Rennes. Stock, Paris 1900.

### Biographie
- L’aviation au-dessus de tout. Crès, Paris 1916.
- La passion de Roland Garros. 2 Bde. Éditions de France, Paris 1926.
- Clemenceau. Gallimard, Paris 1931.
- L’en-avant de Frédéric Mistral. Éditions du Midi, Raphalès-les-Arles 1931.
- Mémoires sur une tombe. Les amants de Royat. Général Boulanger et Mme de Bonnemains. Albin Michel, Paris 1939.
- Ces phénomènes artisans de l’Empire. Aubanel, Paris 1941.

### Auvergne
- En Auvergne, Paris, Dentu, 1893.
- L’Auvergne. Quantin, Paris 1896, 1932, 1983,  1998.
- Veillées d’Auvergne. Dentu, Paris 1905. Flammarion, Paris 1926.
- Au coeur de l'Auvergne. Flammarion, Paris 1922.
- Les livres du Pays. L’Auvergne Littéraire, Clermont-Ferrand 1926.
- Feux et cendres d’Auvergne. La Renaissance de Livre, Paris 1934.

### Indochina
- Sao Van Di (mœurs de Laos). Charpentier & Fasquelle, Paris 1905, 1919, 1922, 1934, 1988, 1995, 2003. (Roman)
- L'Indo-Chine en péril. Stock, Paris 1906.
- La piraterie en Indochine. Fayard, Paris 1909.
- Les destinées de l'Indochine. Voyages, histoire, colonisation. Michaud, Paris 1909.
- Les nuages sur l'Indochine. Louis Michaud, Paris 1912.
- Raffin Su-Su. Mœurs coloniales. Flammarion, Paris 1917, 1930, 1995, 2003. (Roman)
- L’Indochine par les Français, Paris, Gallimard, 1931.

### Weitere Reiseliteratur
- Femmes et Paysages. Tresse et Stock, Paris 1891.
- Notes sur Berlin. Tresse & Stock, Paris 1894.
- Dans Paris la Grand’ville. Sensations de Guerre. Crès, Paris 1916.
- Le Maroc sans les Boches. Voyage de guerre, 1916. Bossard, Paris 1917.
- L'heure de l'Italie. Voyage de guerre, 1916. Bossard, Paris 1917.
- Lettres de Wiesbaden. Flammarion, Paris 1922.
- Propos de Rhénanie. Éditions du Monde nouveau, Paris 1923.
- L’Italie en silence et Rome sans amour. Albin Michel, Paris 1935.

### Kunst
- Une enquête sur les droits de l’artiste. Stock, Paris 1905.
- Le château de la Malmaison. Éditions d’Art, Paris 1911.
- Dix années à Malmaison (1907–1917). Flammarion, Paris 1920.
- Le bouquet de Beauvais ou Deux années à la Manufacture nationale de tapisseries (1917–1919). Flammarion, Paris 1921.
- Autour des Cartons de Beauvais. Manufacture nationale de Beauvais, Beauvais 1924.
- Les Peintres de la Manufacture nationale de tapisseries de Beauvais. 1930.
- Beauvais, basse lice, 1917–1933. Denoël et Steele, Paris 1933.

### Rest
- L’aviation au-dessus de tout. Crès, Paris 1916. (Kriegschroniken)
- Les mystères de l’Académie Goncourt. Ferenzi et fils, Paris 1929.